# Câmara gama

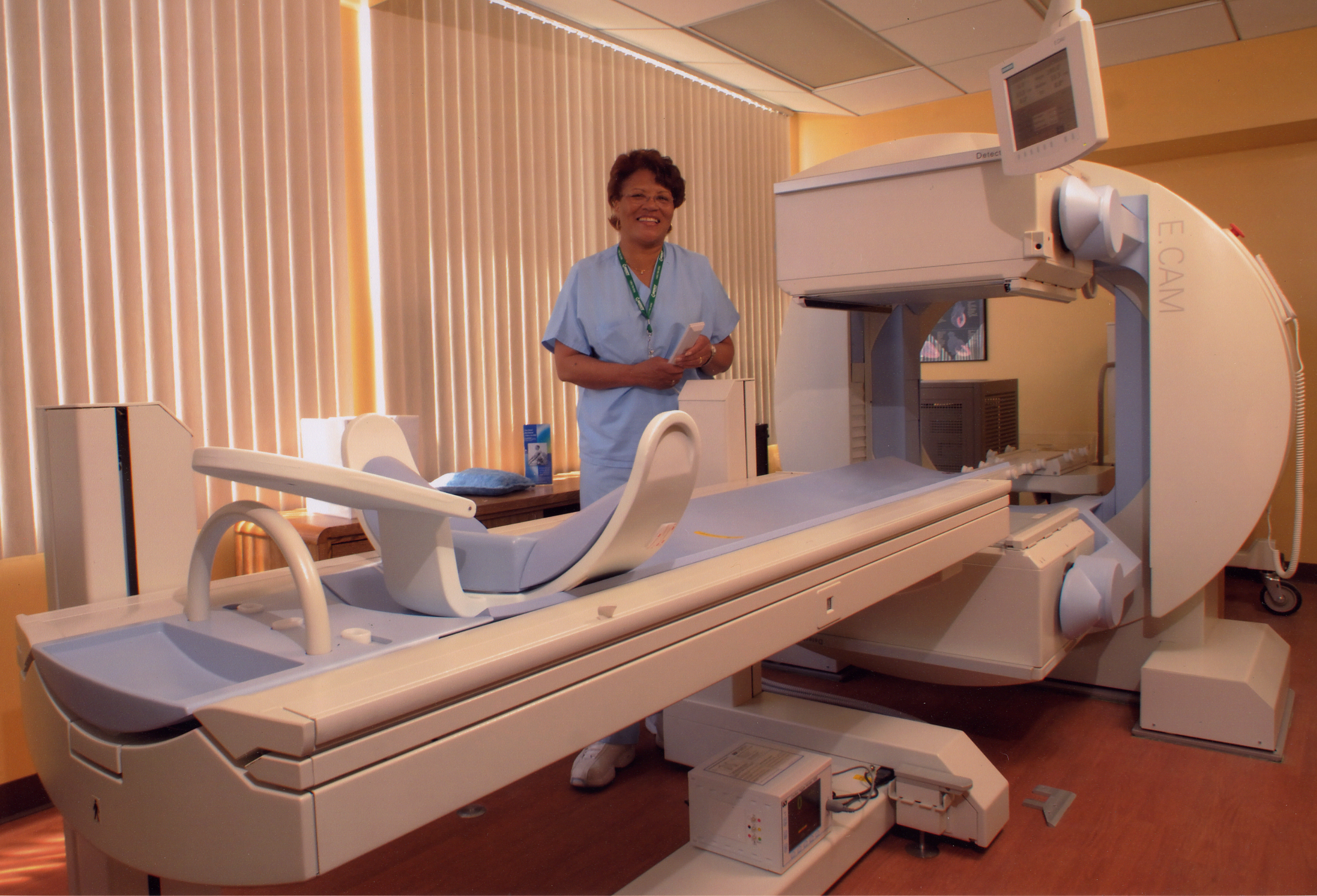
Figura 1: Câmara gama de duas cabeças

A câmara gama ou câmara de cintilação ou ainda câmara Anger é um equipamento usado na medicina nuclear, desenvolvido para gerar uma imagem planar, bidimensional, de raios gama emitidos por radiofármacos administrados a um paciente. Ela produz uma imagem dos órgãos do paciente com zonas frias que emitem poucos raios gama e zonas quentes que, comparadas às zonas frias, emitem muitos.

## Funcionamento
Os constituintes principais da câmara gama são: colimador, cristal de cintilação, vários tubos fotomultiplicadores e circuitos eletrônicos que formam a "cabeça" de detecção. Além desses, pode-se citar também a existência de um computador para controle e armazenamento das imagens, um sistema de posicionamento da cabeça ao redor do paciente e uma maca móvel que complementa os movimentos do posicionador da cabeça.

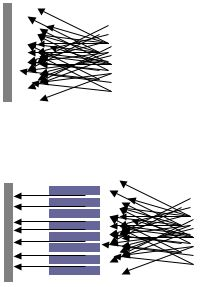
Figura 2: Funcionamento de um colimador

A figura 1 apresenta uma foto de uma câmara gama com duas cabeças.

### Colimador
O colimador consiste em um material de alta densidade e com alto número atômico, geralmente chumbo e é acoplado ao cristal de cintilação, possuindo as mesmas dimensões deste. Possui um conjunto de furos (da ordem milhares),  e espessura variando entre 12,7 e 50,8 mm.
Sua função é definir uma relação geométrica entre o local de emissão de um fóton gama e seu ponto de detecção. Assim, apenas os fótons gama que conseguem atravessar os furos do colimador podem ser detectados, aqueles que colidem nas paredes dos furos, conhecidas como septo, são absorvidos, vide figura 2.
Quanto menor for o diâmetro dos furos e maior seu comprimento, menor os ângulos de incidência permitidos, implicando num menor número de fótons que chegam ao cristal de cintilação, porém a resolução espacial é melhorada. Assim o colimador cria um compromisso entre a sensibilidade da câmara e sua resolução espacial.

Figura 3: Da esquerda para direita, de cima para baixo: colimador de furos paralelos, pinhole, convergente e divergente

Os colimadores são classificados de acordo com a inclinação de seus furos, o mais comum é o com furação paralela, mas também existem os com furação convergente e furação divergente. Os furos podem ser circulares, quadrados ou triangulares, porém os mais modernos são hexagonais. Há também o tipo com um único furo (pinhole). A figura 3 apresenta um desenho esquemático destes colimadores.
Os colimadores pode ser trocados e a escolha do tipo mais adequado está relacionado à forma como a imagem será formada no cristal, por exemplo um colimador com furação convergente amplia a imagem, enquanto um divergente diminui a imagem.
Deve-se notar que o colimador absorve a grande maioria da radiação incidente, sendo que até 99,9% da radiação não chega até o cristal de cintilação.
Os colimadores são relativamente massivos, pesando em torno de 100 kg, o que exige cuidado no seu manuseio.

### Cristal de cintilação
O cristal de cintilação usado na câmara gama converte a radiação gama incidente em fótons de luz visível e ultravioleta, que serão posteriormente detectados e amplificados pelos tubos fotomultiplicadores. O cristal é constituído por um material denso e com alto número atômico, de forma a aumentar a probabilidade de interação da radiação gama como ele através do efeito fotoelétrico.
O cristal mais comumente utilizado é o iodeto de sódio dopado com tálio NaI(Tl), embora também possa ser usado o iodeto de césio dopado com tálio CsI(Tl). O Nai(Tl) é muito higroscópico, e se for exposto à umidade, perde suas características, assim deve ser mantido hermeticamente selado. A despeito disso, durante a vida operacional da câmera, a hidratação do cristal pode ocorrer, e neste caso é necessário sua substituição.
Mais recentemente, detectores semicondutores de telureto de cádmio e zinco (CZT) tem sido usados, substituindo os tradicionais cristais de NaI(Tl) e tubos fotomultiplicadores, pois convertem diretamente os raios gama em pulsos elétricos. Isto implica numa maior resolução espacial e maior sensibilidade, reduzindo o tempo do exame ou ainda a dose do radiofármaco. Porém essas câmaras ainda possuem um campo de visão pequeno, sendo utilizadas principalmente para exames cardiológicos.

### Fotomultiplicadores

Figura 4: Diagrama de blocos de uma câmara gama

Ao cristal de cintilação são acoplados um grande número de tubos fotomultiplicadores (tipicamente entre 37 e 91 unidades, com 5,1 a 7,6 cm de diâmetro) dispostos, de forma compacta, num arranjo hexagonal.
Estes tubos convertem a luz emitida pelo cristal em um sinal elétrico e o amplificam, enviando-o até um circuito eletrônico capaz de determinar se o fóton possui uma amplitude adequada ser usado na formação da imagem (analisador de altura de pulso) e também determinam a posição na qual foi emitido. A figura 4 apresenta um diagrama de blocos da câmara gama.

## Imagem
A radiação gama gerada pelo radiofármaco dentro do paciente é emitida de forma isotrópica, o colimador permite que a radiação originada de uma pequena parte do corpo chegue a uma pequena parte do cristal de cintilação, onde vai gerar luz. Seria possível determinar grosseiramente o local da emissão, verificando-se qual tubo emitiu o maior pulso, porém, neste caso, a resolução espacial da câmera seria equivalente ao diâmetro do tubo fotomultiplicador.
Para determinar o local de emissão com maior acurácia, a distribuição da luz entre os vários tubos deve ser levada em consideração. Assim, o sinal de saída de um tubo fotomultiplicador é dividido em quatro (chamados -X,+X,-Y,+Y). Esses sinais passam por um arranjo eletrônico que gera "pesos" diferentes para cada sinal, dependendo da posição do tubo no arranjo (por exemplo: o tubo mais a esquerda possui um peso maior para o sinal -X e o tubo mais a direita um peso maior para o sinal +X), com isso é possível fazer uma soma ponderada dos sinais e determinar sua posição com exatidão.

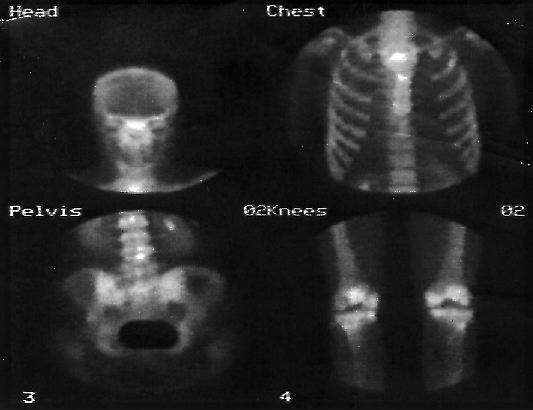
Figura 5: Exemplo de uma imagem de câmara gama de ossos de um paciente

Nas antigas câmaras gama analógicas, o arranjo eletrônico gerava sinais de posição X e Y que produziam um ponto luminoso na tela de um tubo de raios catódicos (CRT), o sinal Z referente a intensidade do ponto luminoso, era dado pela soma de todos os sinais dos fotomultiplicadores. Acoplado ao CRT, uma câmera fotográfica gravava os pontos de luz formando uma imagem.
Atualmente, os sinais dos fotomultiplicadores são digitalizados e enviados a um computador que monta a imagem e a apresenta em um monitor de vídeo. O computador pode ainda aplicar correções para melhorar a linearidade espacial e a uniformidade das imagens.
Atualmente a resolução espacial de uma imagem gerada por uma câmara gama está na faixa de 6 a 8 mm, usando um colimador com furos paralelos de alta resolução.
Também é possível obter uma sequência de imagens dinâmicas e sincronizá-las com outros sinais como, por exemplo, um eletrocardiograma, de forma a gerar imagens do coração durante a sístole e a diástole. A figura 5 apresenta um exemplo de imagem obtida por uma câmara gama.
Além de gerar imagens bidimensionais, com o uso de câmaras gama com duas cabeças, que giram ao redor do paciente, é possível gerar imagens tomográficas como as usadas na técnica SPECT (tomografia computadorizada com emissão de fóton único) e, posteriormente, com ajuda de um computador, transformar essas imagens em tridimensionais.

## História
Em 1951, Benedict Cassen construiu um mapeador linear que gerava imagens da distribuição de radioisótopos emissores de raios gama. Inspirado neste trabalho, Hal 0scar Anger, um dos mais prolíficos inventores de instrumentação para medicina nuclear, desenvolveu a câmara de cintilação ou câmara gama em 1957 (embora o artigo científico detalhado, tenha sido publicado em 1958).
O primeiro dispositivo construído por Anger para criar imagens com radiação gama foi construído em 1952, usava um cristal de cintilação com um colimador do tipo pinhole acoplado diretamente a um filme fotográfico. Tentativas foram feitas para melhorar este arranjo, usando-se amplificadores de imagem e uma matriz de pequenos detectores Geiger-Mueller, mas sem grande sucesso.
A câmara gama como conhecemos hoje, foi descrita pela primeira vez por Anger em 1957. Consistia de 7 tubos fotomultiplicadores de 3,8 cm de diâmetro acoplados a um cristal de iodeto de sódio com diâmetro de 10 cm, espessura de 0,6 cm e um colimador tipo pinhole e foi usada para gerar imagens da glândula tireóide. Em 1958 com a descrição do colimador de multifuros, o instrumento pode ser usado para gerar imagens de órgãos maiores.
As informações obtidas por este dispositivo eram transformadas em imagens e exibidas em um tubo de raios catódicos, que posteriormente, podiam ser registradas em chapas fotográficas. As modernas câmaras gama usadas hoje são derivadas da "câmara Anger".
Em 1960, com o desenvolvimento dos computadores, foi possível adquirir e processar as imagens obtidas, para extrair parâmetros fisiológicos e corrigir distorções no processo de formação de imagens. Na década de 1970, com novos avanços nos computadores e o desenvolvimento de métodos de reconstrução, foi possível usar a câmara gama para a realização de tomografia por emissão de fótons únicos (SPECT).